# Michail Wladimirowitsch Raschin
Michail Wladimirowitsch Raschin (russisch Михаил Владимирович Ражин, wiss. Transliteration Michail Vladimirovič Ražin; * 29. September 1984 in Moskau) ist ein ehemaliger russischer Shorttracker.

## Werdegang
Raschin trat international erstmals bei den Juniorenweltmeisterschaften 2003 in Budapest in Erscheinung, wobei er den 23. Platz im Mehrkampf und den fünften Platz mit der Staffel errang. In der Saison 2004/05 wurde er bei den Europameisterschaften 2005 in Turin Achter mit der Staffel sowie Siebter im Mehrkampf und nahm bei der Winter-Universiade 2005 in Innsbruck an vier Läufen teil. Seine beste Platzierung dabei war der 13. Platz über 1000 m. In seiner letzten internationalen Saison 2005/06 kam er bei den Europameisterschaften 2006 in Krynica-Zdrój auf den zehnten Platz mit der Staffel und bei den Olympischen Winterspielen 2006 in Turin auf den 23. Platz über 1500 m, auf den 18. Rang über 500 m sowie auf den 13. Platz über 1000 m.

## Erfolge

### Olympische Spiele
- 2006 Turin: 13. Platz 1000 m, 18. Platz 500 m, 23. Platz 1500 m

### Europameisterschaften
- 2005 Turin: 7. Platz Mehrkampf, 8. Platz Staffel
- 2006 Krynica-Zdrój: 10. Platz Staffel

## Persönliche Bestleistungen
| Disziplin | Zeit         | Datum            | Ort              |
| --------- | ------------ | ---------------- | ---------------- |
| 500 m     | 42,477 s     | 11. Februar 2005 | Spišská Nová Ves |
| 1000 m    | 1:29,223 min | 21. Januar 2005  | Innsbruck        |
| 1500 m    | 2:26,716 min | 19. Januar 2005  | Innsbruck        |
| 3000 m    | 5:30,062 min | 16. Januar 2005  | Turin            |